# Stephen Decatur
 (mai 2012).
Pour les articles homonymes, voir Decatur.
Stephen Decatur est un officier de marine américain, né le 5 janvier 1779 à Sinepuxent (Maryland) et mort en duel le 22 mars 1820 à Bladensburg (Maryland).

## Biographie
Il est renommé pour son héroïsme lors des guerres barbaresques, en particulier dans la campagne de Tripoli, et lors de la guerre anglo-américaine de 1812.
En 1804, il fait sauter l'USS Philadelphia, un navire américain capturé par les barbaresques, dans le port de Tripoli, après avoir tenté en vain de lui faire reprendre la mer, ce qui fit dire à l'amiral Nelson qu'il s'agissait là de « l'acte le plus audacieux de l'époque ».
Six mois plus tard, lorsque la flotte américaine vient bombarder la Libye, il capture un navire barbaresque dans le port de Tripoli, au terme d'un violent abordage.
Auteur d'un toast fameux (« À notre pays, qu'il ait tort ou raison »), il symbolise, pour les Américains, l'audace, l'énergie et la valeur militaire. On peut le considérer comme le modèle historique d'Errol Flynn[réf. nécessaire].
La carrière de Decatur a pris fin tôt quand il a été tué dans un duel avec le commodore James Barron.

## Dans la fiction
Son nom est évoqué dans la nouvelle Le Pugiliste de Poul Anderson ; l'auteur imagine une société secrète de résistance dont les membres s'appellent les « Décaturistes ».

### Sources et bibliographie
- (en) Willis John Abbot, The Naval History of the United States, New York, Peter Fenelon Collier, 1886 (lire en ligne)
- (en) Gardner Weld Allen, Our Navy and the Barbary Corsairs, Boston, New York et Chicago, Houghton Mifflin & Co., 1905 (lire en ligne), p. 354
- (en) Gardner Weld Allen, Our Naval War with France, Boston, New York et Chicago, Houghton Mifflin & Co., 1909 (lire en ligne), p. 323
- (en) Robert J. Allison, Stephen Decatur American Naval Hero, 1779–1820, Amherst, University of Massachusetts Press, 2005, 253 p. (ISBN 1-55849-492-8, lire en ligne), p. 253
- (en) Walter R. Borneman, 1812 : The War that Forged a Nation, New York, Harper Collins, 2004, 368 p. (ISBN 0-06-053112-6, lire en ligne), p. 349
- (en) James C. Bradford, Quarterdeck and Bridge : Two Centuries of American Naval Leaders, Institut naval des États-Unis, 1955, 455 p. (ISBN 1-55750-073-8, lire en ligne), p. 263
- (en) Donald L. Canney, Sailing Warships of the US Navy, Chatham Publishing / Institut naval des États-Unis, 2001, 224 p. (ISBN 1-55750-990-5, lire en ligne), p. 224
- (en) James Fenimore Cooper, History of the Navy of the United States of America, New York, Stringer & Townsend, 1856 (OCLC 197401914, lire en ligne), p. 508
- (en) Leonard F Guttridge, Our Country, Right Or Wrong : The Life of Stephen Decatur, New York, Tom Doherty Associates, LLC, 2005, 304 p. (ISBN 978-0-7653-0702-6), p. 304
- (en) Kenneth J. Hagan, This People's Navy : The Making of American Sea Power, New York, The Free Press, 1992, 468 p. (ISBN 0-02-913471-4, lire en ligne), p. 468
- (en) Edward Everett Hale, Illustrious Americans, Their Lives and Great Achievements, Philadelphie, PA., et Chicago, ILL,, International Publishing Company, 1896, 736 p. (ISBN 978-1-162-22702-3)
- (en) Gardner W. Harris, The Life and Services of Commodore William Bainbridge, United States Navy, New York, Carey Lea & Blanchard, 1837 (lire en ligne), p. 254
- (en) Donald R. Hickey, The War of 1812, A Forgotten Conflict, Chicago and Urbana, University of Illinois Press, 1989, 457 p. (ISBN 0-252-01613-0, lire en ligne)
- (en) Frederic Stanhope Hill, Twenty-six Historic Ships, New York et Londres, G.P. Putnam's Sons, 1905 (lire en ligne), p. 515
- (en) Ira N. Hollis, The Frigate Constitution the Central Figure of the Navy Under Sail, Boston et New York; The Riverside Press, Cambridge, Houghton, Mifflin and Company, 1900 (lire en ligne), p. 455
- (en) Frederic C. Leiner, The End of Barbary Terror, America's 1815 War Against the Pirates of North Africa, Oxford University Press, 2007, 239 p. (ISBN 978-0-19-532540-9, lire en ligne)
- (en) Charles Lee Lewis, Famous American Naval Officers, L.C.Page & Company, Inc., 1924 (ISBN 0-8369-2170-4, lire en ligne), p. 444
- (en) Charles Lee Lewis, The Romantic Decatur, Ayer Publishing, 1937, 296 p. (ISBN 0-8369-5898-5, lire en ligne), p. 296
- (en) Alexander Slidell Mackenzie, Life of Stephen Decatur: A Commodore in the Navy of the United States, C. C. Little and J. Brown, 1846 (lire en ligne), p. 443
- (en) Rodney Macdonough, Life of Commodore Thomas Macdonough, U.S. Navy, Boston, MA: The Fort Hill Press, 1909 (lire en ligne), p. 303
- (en) Edgar Stanton Maclay, A History of the United States Navy, from 1775 to 1893, New York, D. Appleton & Company, 1894 (lire en ligne), p. 647
- (en) Theodore Roosevelt, The Naval War of 1812, New York, G.P. Putnam's Sons, 1883 (lire en ligne), p. 541
- (en) William; American Consul General at Algiers Shaler, Sketches of Algiers, Boston, Cummings, Hillard and Company, 1826 (lire en ligne), p. 296
- (en) Ian W. Toll, Six Frigates : The Epic History of the Founding of the U.S. Navy, New York, W. W. Norton & Company, 2006, 560 p. (ISBN 978-0-393-05847-5, lire en ligne), p. 592
- (en) Spencer Tucker, Stephen Decatur : A Life Most Bold and Daring, Annapolis (MD), Institut naval des États-Unis, 2004, 245 p. (ISBN 1-55750-999-9, lire en ligne), p. 245
- (en) Samuel Putnam Waldo, The Life and Character of Stephen Decatur, P. B. Goodsell, Hartford (Conn.), 1821, p. 312
- (en) Addison Beecher Colvin Whipple, To the Shores of Tripoli : The Birth of the U.S. Navy and Marines, Institut naval des États-Unis, 2001 (ISBN 1-55750-966-2, lire en ligne), p. 357